# Fürstenfeldbruck
Fürstenfeldbruck – miasto powiatowe w Niemczech, w kraju związkowym Bawaria, w rejencji Górna Bawaria, w regionie Monachium, siedziba powiatu Fürstenfeldbruck. Położone jest w odległości ok. 25 km na północny zachód od Monachium. Liczy 34 479 mieszkańców (31 grudnia 2011). Zasłynęło na świecie podczas zamachów terrorystycznych na izraelskich sportowców w 1972 roku, kiedy w Monachium odbywały się igrzyska olimpijskie. Na lotnisku w Fürstenfeldbruck doszło do wymiany ognia pomiędzy siłami specjalnymi policji a terrorystami.
W mieście znajduje się stacja kolejowa.

## Gospodarka
W mieście rozwinął się przemysł piwowarski oraz odzieżowy.

## Zabytki
Najcenniejszym zabytkiem miasta jest klasztor Fürstenfeld z XVIII wieku. Kościół klasztorny jest zaliczany do arcydzieł niemieckiego baroku.

## Demografia
Dane o ludności z 31 grudnia 2008:
| Opis                                | Ogółem | Ogółem | Kobiety | Kobiety | Mężczyźni | Mężczyźni |
| ----------------------------------- | ------ | ------ | ------- | ------- | --------- | --------- |
| Jednostka                           | osób   | %      | osób    | %       | osób      | %         |
| Populacja                           | 34 033 | 100    | 17 310  | 50,86   | 16 723    | 49,14     |
| Wiek przedprodukcyjny (0–17 lat)    | 5872   | 17,25  | 2837    | 8,34    | 3035      | 8,92      |
| Wiek produkcyjny (18–65 lat)        | 21 627 | 63,55  | 10 744  | 31,57   | 10 883    | 31,98     |
| Wiek poprodukcyjny (powyżej 65 lat) | 6534   | 19,2   | 3729    | 10,96   | 2805      | 8,24      |

## Polityka
Nadburmistrzem miasta jest Sepp Kellerer z CSU, rada miasta składa się z 40 osób.
|      | CSU | SPD | FW | GUL/Zieloni | FDP/PFB | REP | BBV | Razem |
| 2008 | 17  | 8   | 2  | 4           | 3       | –   | 5   | 40    |
| 2002 | 19  | 8   | 3  | 2           | 2       | 1   | 5   | 40    |

### Współpraca
Miejscowości partnerskie:
- Hiszpania: Almuñécar
- Włochy: Cerveteri
- Francja: Livry-Gargan
- Stany Zjednoczone: Wichita Falls
- Chorwacja: Zadar

## Galeria Kościół Klasztorny

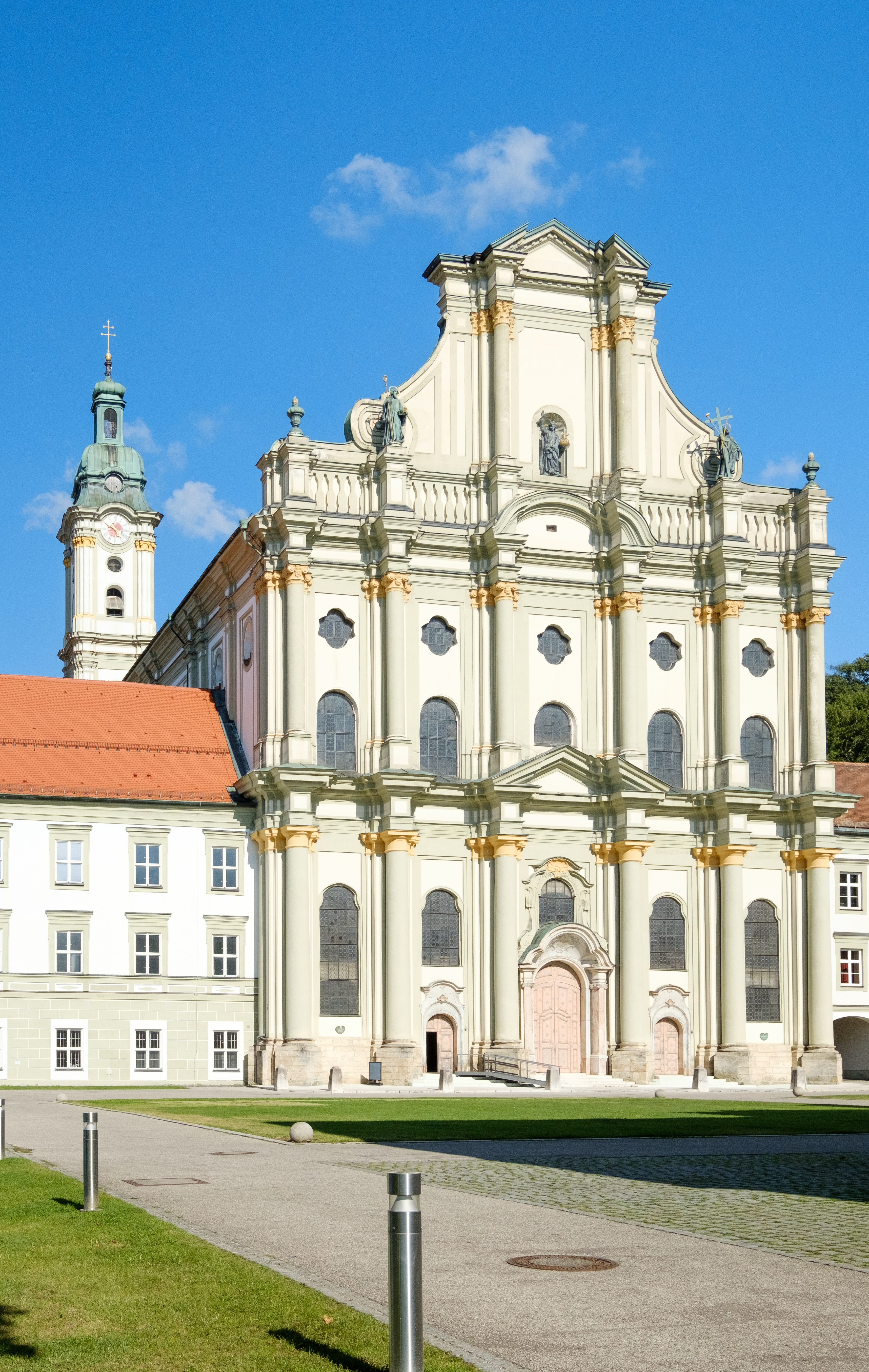
Fasada kościoła
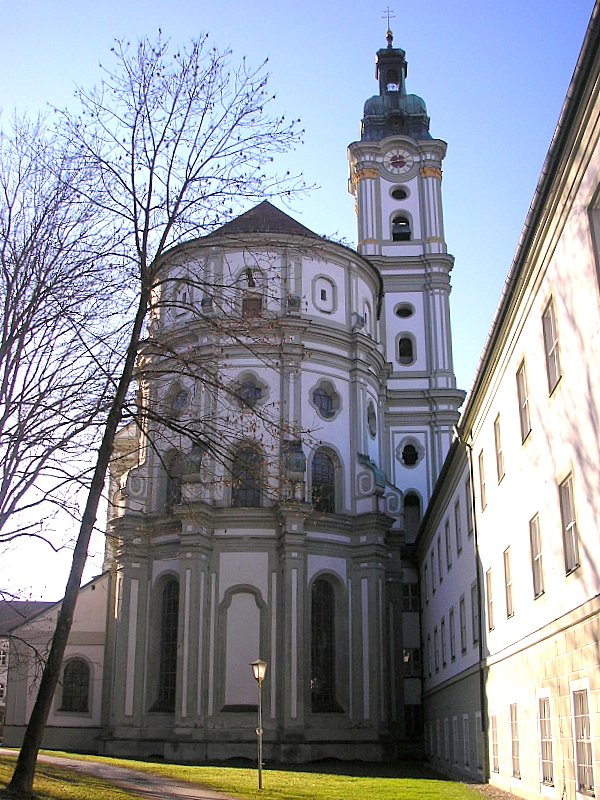
Kościół klasztorny – absyda
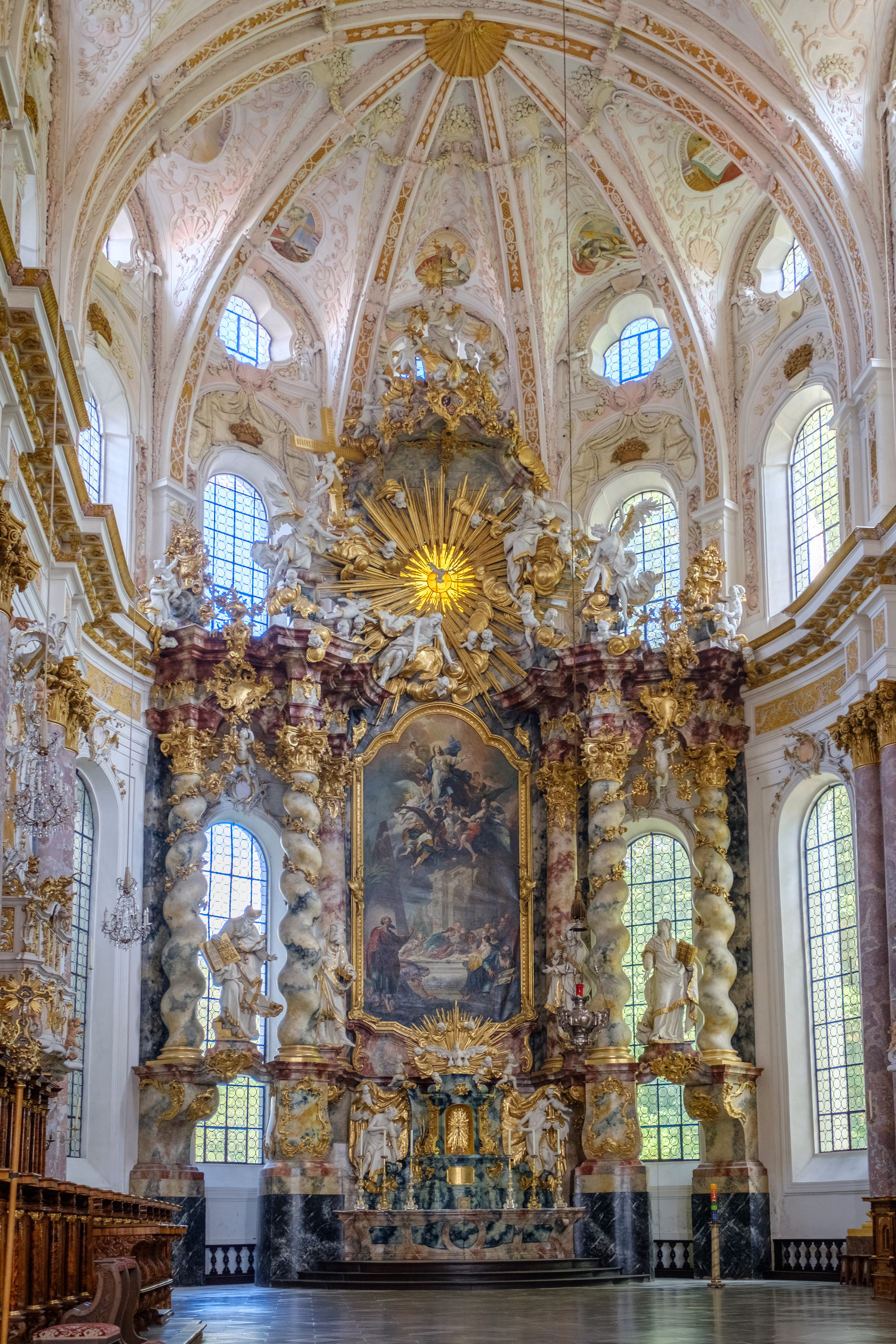
Wnętrze kościoła